# 슬로베니아 공화국 자유 훈장

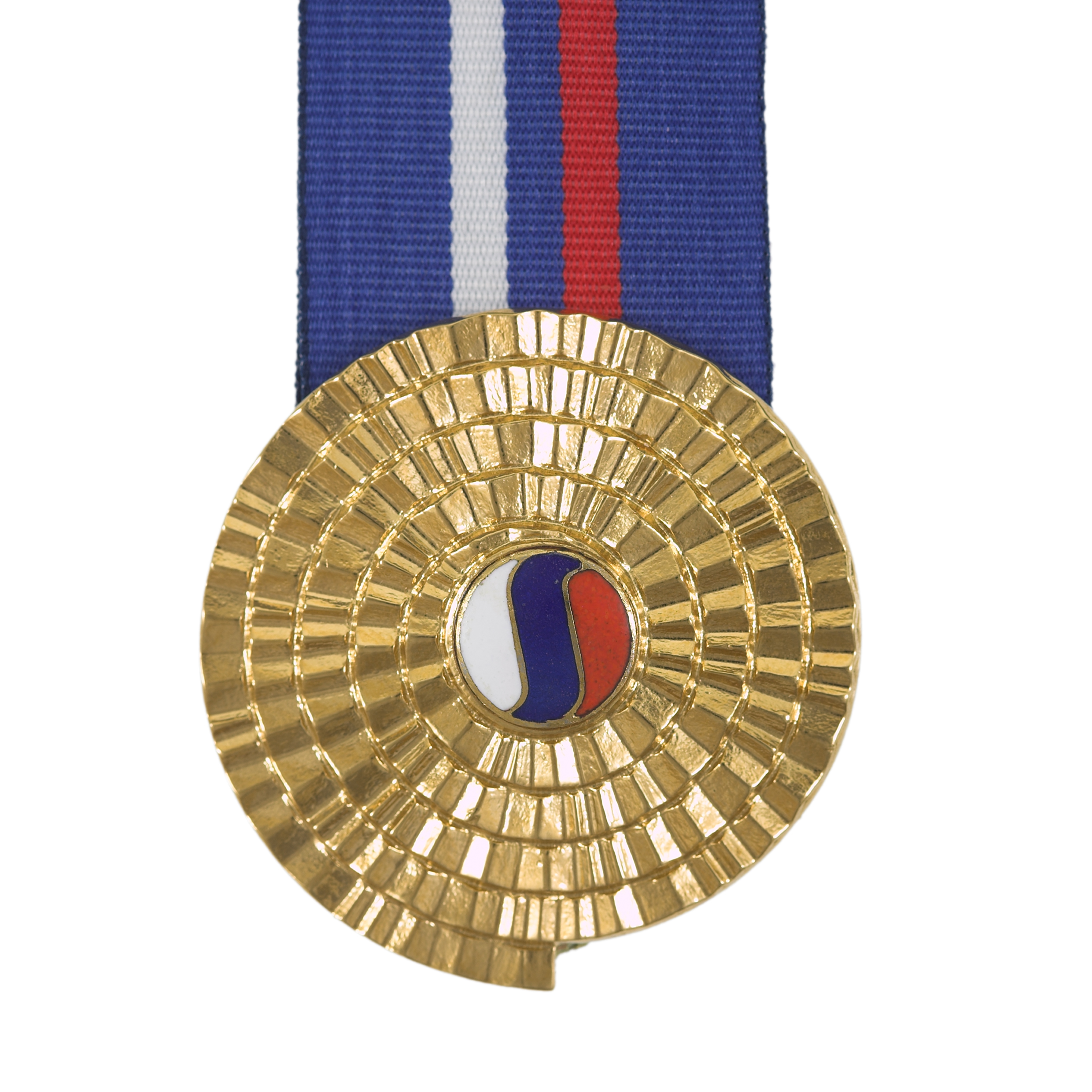
자유금장의 모습.

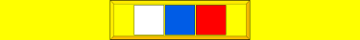
자유훈장의 리본.

슬로베니아 공화국 자유 훈장(슬로베니아어: Častni znak svobode Republike Slovenije)은 슬로베니아의 최고 훈장이다. 슬로베니아의 대통령이 직접 수여한다.
1992년 처음 제정된 훈장이며 2004년 "슬로베니아 공화국의 자유와 주권을 지키기 위해 국가에 헌신한 사람"으로 훈장 수여자를 제한하는 개정이 이뤄졌다.
자유훈장에는 총 3가지 등급의 훈장이 존재한다.
- 슬로베니아 공화국 자유금장훈장(슬로베니아어: Zlati častni znak svobode RS): 목에 거는 메달 형태이다. 자유금장훈장은 목에 거는 띠 부분이 전체적으로 파란색에 흰-빨-파 3색 띠가 있으며 메달은 금색으로 되어 있다. 장식 핀도 금색이다.
- 슬로베니아 공화국 자유은장훈장(슬로베니아어: Srebrni častni znak svobode RS): 전체적인 모양은 위에서 설명한 자유금장훈장과 같지만, 메달과 장식 핀이 은색이라는 차이가 있다.
- 슬로베니아 공화국 자유 훈장(슬로베니아어: Častni znak svobode RS): 가운데에 슬로베니아의 국기를 형상화한 흰-파-빨의 3색 띠가 박혀 있는 크리스탈 재질의 작은 메달이다. 훈장 수여자에게는 중앙에 슬로베니아 국기가 있는 알루미늄 재질의 작은 장식 핀도 수여받는다.